# وجه التعدي
وجه التعدي هي رواية إثارة نفسية للكاتبة البريطانية روث رندل، نُشرت لأول مرة عام 1974. الرواية، التي رُويت إلى حد كبير في ذكريات الماضي، تحكي عن غراهام "جراي" لانسيتون، وهو كاتب متورط مع امرأة تدعى دروسيلا براون التي تطلب منه قتل زوجها الثري. يتورط لانستون في علاقة عاطِفِيّة ومدمرة مع براون، الذي يعتبرها "الشيطانة". 
قضية في الاعتبار هو فيلم مقتبس عن رواية بي بي سي بطولة ستيفن ديلان وأماندا دونوهو، صدر في عام 1988.